# Wandsbek-Gartenstadt
Wandsbek-Gartenstadt – stacja węzłowa metra hamburskiego na linii U1 i U3. Stacja została otwarta 4 sierpnia 1963.

## Położenie
Stacja wyposażona jest w 2 perony wyspowe, obsługujące pociągi linii U1 i U3. Pociągi linii U1 zatrzymują się na torach zewnętrznych, natomiast linii U3 na wewnętrznych.